# 協和郵便局 (秋田県)
協和郵便局（きょうわゆうびんきょく）は、秋田県大仙市協和境にある郵便局。民営化前の分類では集配特定郵便局であった。

## 概要
住所：〒019-2499 秋田県大仙市協和境字野田99-2 

## 沿革
- 1872年8月4日（明治5年7月1日） - 境（さかい）郵便取扱所として開設[1]。
- 1875年（明治8年）1月1日 - 境郵便局（五等）となる。
- 1885年（明治18年）10月1日 - 貯金取扱を開始。
- 1886年（明治19年）4月 - 貯金取扱を廃止。
- 1896年（明治29年）7月1日 - 貯金取扱を再開。為替取扱を開始[2]。
- 1899年（明治32年）12月1日 - 小包郵便取扱を開始[3]。
- 1916年（大正5年）4月1日 - 府県税納入振替貯金特別取扱を開始[4]。
- 1928年（昭和3年）2月11日 - 電信事務を開始[5]。同日、羽後境電信取扱所の廃止に伴い、取扱事務を承継する[6]。
- 1932年（昭和7年）
  - 8月26日 - 電話規則による電話事務を開始[7]。
  - 12月26日 - 電話通話事務を開始[8]。
- 1933年（昭和8年）3月26日 - 電話交換業務を開始[9]。
- 1966年（昭和41年）2月7日 - 仙北郡協和村境字野田29に局舎を新築、移転[10]。
- 1969年（昭和44年）4月1日 - 町制施行に伴い、住所が仙北郡協和町境字野田29となる。
- 1977年（昭和52年）10月19日 - 電話交換および和文電報配達業務を協和電報電話局に移管[11]。
- 1986年（昭和61年）12月1日 - 和文電報受付事務の取扱を廃止[10]。
- 1990年（平成2年）10月29日 - 局内に郵便貯金ATMを設置[10]。
- 1992年（平成4年）11月24日 - 仙北郡協和町境字野田29から、同郡同町境字野田99-2に局舎を新築、移転すると共に、協和郵便局に改称[10]。
- 2004年（平成16年）9月6日 - 羽後荒川郵便局および強首郵便局から集配業務を移管[12]。
- 2005年（平成17年）3月22日 - 行政区画変更に伴い、住所が大仙市協和境字野田99-2となる。
- 2007年（平成19年）10月1日 - 民営化に伴い、併設された郵便事業大曲支店協和集配センターに一部業務を移管。
- 2012年（平成24年）10月1日 - 日本郵便株式会社発足に伴い、郵便事業大曲支店協和集配センターを協和郵便局に統合。
- 2025年（令和7年）7月9日 - SNS型ロマンス詐欺被害を防いだとして、大仙警察署から男性局長と女性局員に感謝状を贈呈[13]。

## 取扱内容
- 郵便、印紙、ゆうパック、チルドゆうパック、内容証明、国際郵便
- 貯金、為替、振替、振込、国債、財形定額貯金
- 生命保険、バイク自賠責保険、がん保険
- 宝くじの販売
- ゆうちょ銀行ATM
- 大仙市内の一部地域（〒019-23xx、019-24xx、019-25xx）の集配業務

## 周辺
- 大仙市役所協和総合支所
- 大仙市協和市民センター「和ピア」
- 大仙市立協和図書館
- 秋田おばこ農業協同組合協和支所
- 羽後交通境営業所
- 秋田県道176号羽後境停車場線
- 国道13号

## アクセス
- JR奥羽本線 羽後境駅から徒歩約2分
- 羽後交通バス 境駅前停留所下車
- 秋田自動車道 協和ICから北東へ約6km
- 国道13号合貝交差点から秋田県道176号羽後境停車場線約1km
- 駐車場あり：3台